# Wappen von Kastilien-La Mancha
Das Wappen der Autonomen Gemeinschaft Kastilien-La Mancha wurde im Ley 1/1983 vom 30. Juni 1983 festgelegt. Am 15. Juli 1983 wurden das Gesetz und das Dekret 132/1983, in welchem das genaue Abbild des Wappens enthalten ist, im Diario Oficial de Castilla-La Mancha veröffentlicht.

## Beschreibung
In der Heraldik werden die Bezeichnungen rechts und links grundsätzlich aus der Sicht der Person verwendet, die den Schild vor sich her tragen würde, also entgegengesetzt zur Sicht des Betrachters.
Der Wappenschild ist von Karmesinrot und Silber gespalten. Vorn steht in Karmesinrot ein goldenes, schwarz vermauertes Kastell mit blauen Fenstern und Toren. Die linke Schildhälfte ist silbern. Auf dem oberen Schildrand ruht die Königskrone Spaniens.

## Historische Herkunft der Wappenbestandteile
Das Wappen basiert auf der Flagge von Kastilien-La Mancha, die in einem Dekret vom 20. Oktober 1980 festgelegt wurde. Dieses wurde in der ersten Nummer des Boletín Oficial de la Región de Castilla-La Mancha veröffentlicht.
Das Design der Flagge hatte der Heraldiker Ramón José Maldonado Cocat den drei größten politischen Parteien der Region bereits am 15. Dezember 1977 präsentiert. Es verbindet das Emblem des alten Königreichs Kastilien, ein goldenes Kastell aus karmesinrotem Grund, welches seit 1171 unter Alfons VIII. verwendet wurde, mit einem rein weißen Feld. Dieses steht für die weißen Mäntel, die die Ritter der Militärorden von Calatrava und des hl. Jakob vom Schwert trugen, die ab dem 12. Jahrhundert an der Reconquista und der anschließenden Organisation des Gebiets von La Mancha beteiligt waren. Auf diesen Mänteln waren die jeweils roten Kreuze der Ordensritter angebracht.